# یوان دینیز
یوان دینیز (فرانسوی: Yohann Diniz‎؛ زادهٔ ۱ ژانویهٔ ۱۹۷۸) ورزشکار دو و میدانی اهل فرانسه است. او در مسابقات کشوری و بین‌المللی در مجموع برندهٔ ۴ مدال طلا و ۱ مدال نقره شده‌است.